# Parafia Miłosierdzia Bożego w Obornikach
Parafia Miłosierdzia Bożego w Obornikach – parafia rzymskokatolicka należąca do dekanatu obornickiego archidiecezji poznańskiej. Została utworzona w 1971. Kościół parafialny został wybudowany w latach 1996–2003, konsekrowany 26 kwietnia 2003. Mieści się przy ulicy Droga Leśna.

## Grupy duszpasterskie
W parafii działają następujące grupy duszpasterskie:
- schola „Boże nutki”
- parafialny zespół Caritas
- Domowy Kościół
- Krąg biblijny
- Wspólnota wolontariuszy hospicyjnych imienia Świętego Jana Pawła II „Ludzki gest”
- Służba liturgiczna
- Wspólnota neokatechumenalna
- Żywy Różaniec
- Chór kameralny „Con Brio”
- Fundacja Na prostej drodze “
- Spółdzielnia Socjalna Uciec od Dysforsi
- Centrum Wsparcia Rabbuni
- Stowarzyszenie Amazonki